# Jajnik panoistyczny
Jajnik panoistyczny – jajnik owadów, w którym każdy z pęcherzyków jajnikowych złożony jest wyłącznie z oocytu i komórek folikularnych (pęcherzykowych). Ten rodzaj jajnika występuje u części owadów bezskrzydłych (Apterygota) i większości o owadów o przeobrażeniu niezupełnym (Hemimetabola).